# Torrent de Cal Ros
El Torrent de Cal Ros és un afluent per la dreta de la Riera de Coaner.

## Municipis per on passa
El curs del Torrent de Cal Ros transcorre íntegrament pel terme municipal de Sant Mateu de Bages.

## Xarxa hidrogràfica
La xarxa hidrogràfica del Torrent de Cal Ros està constituïda per 8 cursos fluvials que sumen una longitud total de 4.800 m.

### Distribució municipal
El conjunt de la seva xarxa hidrogràfica transcorre íntegrament pel terme municipal de Sant Mateu de Bages.

### Territori PEIN
Tota la conca del torrent forma part del PEIN de la Serra de Castelltallat.